# 後金

金
大金
ᠮᠠᠨᠵᡠ
ᡤᡠᡵᡠᠨ

1626年時点の後金の領土（ライトグリーン）画像の「后」は「後」の簡体字

後金（こうきん、1616年 - 1636年、拼音: Hòu Jīn、満洲語：ᠠᡳ᠌ᠰᡳᠨ
ᡤᡠᡵᡠᠨ aisin gurun、金國）は、17世紀前半に満洲に興った満洲人（女真人、jušen）の国家で、清の前身。
1588年までに女真の建州女直を統一し、マンジュ国（ᠮᠠᠨᠵᡠ
ᡤᡠᡵᡠᠨ manju gurun、滿洲國）を建てていたアイシンギョロ氏のヌルハチ（ᠨᡠᡵᡤᠠᠴᡳ　nurgaci、努爾哈赤）は、1593年に海西女直との戦争に入って勢力を拡大した。ヌルハチは1616年までにイェヘ（ᠶᡝᡥᡝ yehe）部族を除く全女真を統一して、この年ハンの位につき、天命の年号を立てて建国を宣言した。ヌルハチはこのとき国号をアイシン国（ᠠᡳ᠌ᠰᡳᠨ
ᡤᡠᡵᡠᠨ aisin gurun、金國）と定めたので、かつて12世紀に完顔阿骨打の立てた金と区別してこの国を「後金」と呼ぶ。はじめ首都は1603年以来のヌルハチの居城ヘトゥアラ（ᡥᡝᡨᡠ
ᠠᠯᠠ hetu ala、興京）に置かれた。

## 概要
前後してヌルハチはエルデニ（ᡝᡵᡩᡝᠨᡳ erdeni、額爾徳尼）らに命じて満洲文字（無圏点文字）を定め、更に八旗制という軍事・社会組織を創始して国家の基礎を打ち立てた。1618年、後金は「七大恨」を掲げて明に対して挙兵した。遼東の明の拠点を攻撃し、1619年にヘトゥアラに向けて派遣された明の大軍をサルフの戦いで破ると、イェヘを併合し女真の完全統一を果たした。1621年には明の遼東支配の拠点遼陽と瀋陽を征服し、都を遼陽東京城に移す。1625年、都を遼陽からさらに瀋陽（mukden、盛京）に移した。此の段階で、ヌルハチの勢力圏は遼河の東方全域に及んでいた。1626年、ヌルハチは大軍を率いて遼河を越え、山海関に向かったが、寧遠で西洋式の大砲を擁する袁崇煥の軍に敗れた（寧遠の戦い）。その後まもなくヌルハチは死去した。
ヌルハチの死後、後継者ホンタイジ（ᡥᠣᠩ
ᡨᠠᡳ᠌ᠵᡳ hong taiji、皇太極）はモンゴルのチャハル部を平定し、朝鮮を服属させ、女真の民族名を満洲（ᠮᠠᠨᠵᡠ manju、滿洲）に改めた、1632年（天聡6年）にはダハイ（ᡩᠠᡥᠠᡳ dahai、達海）に命じて満洲文字を無圏点文字から有圏点文字に改良した。1636年に国号を大清（ᡩᠠᡳ᠌ᠴᡳᠩ
ᡤᡠᡵᡠᠨ daicing gurun、ダイチン国）に改めた。清は1644年に明滅亡後の中国に進出し、1911年の辛亥革命に至るまで中国を支配したため、中国最後の統一王朝に数えられている。

## 歴代ハーン
1. クンドゥレン・ハーン（在位1616年 - 1626年）
2. セチェン・ハーン（在位1626年 -1636年）

## 建国五大臣
後金の樹立にあたって、ヌルハチは「スンジャ・アンバン（五大人）」（建国五大臣とも）を立て、共同して国政にあたらせた。
- ニオフル氏エイドゥ（バトゥル）
- グァルギャ氏フュンドン（ジャルグチ）
- ドンゴ氏ホホリ（エフ）
- トゥンギャ氏フルハン（ダルハン・ヒヤ）
- ギオルチャ氏アンバ・フィヤング（ションコロ・バトゥル）

## 関連作品
- 韃靼疾風録 - 司馬遼太郎の小説。後金建国前後の時期を日本と関わらせて描いた歴史小説。

## 参照

### 史籍
- 編者不詳『ᠮᠠᠨᠵᡠ ᡳ ᠶᠠᡵᡤᡳᠶᠠᠨ ᡴᠣᠣᠯᡳ (manju i yargiyan kooli) (滿洲実録)』四庫全書, 1781 (満文)
- 趙爾巽, 他100余名『清史稿』清史館, 1928 (漢文) ＊中華書局版

### 研究書
- 今西春秋『満和蒙和対訳 満洲実録』刀水書房, 1992 (和訳) ＊和訳自体は1938年に完成。

### Webサイト
- 栗林均「モンゴル諸語と満洲文語の資料検索システム」東北大学